# فوکر تی.۵
فوکر تی.۵ (انگلیسی: Fokker T.V) یک هواپیمای ساخت فوکر است .